# Besselaar (buurtschap)
Besselaar is een buurtschap  in de gemeente Sint-Michielsgestel in de Nederlandse provincie Noord-Brabant. Het ligt ten zuidoosten van Gemonde.
Dorpen: Berlicum · Den Dungen · Gemonde · Maaskantje · Middelrode · Sint-Michielsgestel

Buurtschappen: Beekveld · Besselaar · De Bus · De Loofaert · De Hogert · Doornhoek · Haanwijk · Halder · Heikantse Hoeve · Hersend · Hezelaar · Hoek · Horzik · Kerkeind · Laar · Nijvelaar · Plein (Berlicum) · Plein (Sint-Michielsgestel) · Poeldonk · Ruimel · Tielse Hoeve · Wielsche Hoeven · Wamberg · Woud

Noord-Brabant: Steden en dorpen      Nederland: Provincies · Gemeenten